# 사이실렉 노시뿐
사이실렉 노시뿐(태국어: สายสี่เล็ก น.ศรีผึ้ง)은 타이의 킥복싱 선수로, 무에타이를 기반으로 한다. 키는 175cm에 몸무게는 83kg이다. 무에타이 전적은 123전 92승 31패(12 KO)이다.

## 생애
1980년 9월 12일에 타이에서 태어났다. 2008년 7월 13일에 아시아GP에 출전하여 김영현을 상대로 판정패하였다.

## K-1 전적
- 1전 0승 1패 (0 KO)

| 경기일자        | 상대   | 결과 | 내용    | 대회                       |
| --------------- | ------ | ---- | ------- | -------------------------- |
| 2008년 7월 13일 | 김영현 | 패   | 3R 판정 | K-1 월드 GP 2008 in taipei |